# Alabagrus
Alabagrus é um gênero de vespa pertencente à família Braconidae.